# Пантак Микола Олександрович
Микола Олександрович Пантак — старший сержант Збройних сил України, учасник російсько-української війни, що загинув у ході російського вторгнення в Україну в 2022 році.
Микола Пантак ніс військову службу на посаді командира протитанкового відділення взвод вогневої підтримки роти морської піхоти батальйону морської піхоти миколаївської 36-ї бригади морської піхоти.

## Нагороди
- орден «За мужність» III ступеня (2022, посмертно) — за особисту мужність і самовіддані дії, виявлені у захисті державного суверенітету та територіальної цілісності України, вірність військовій присязі.